# Miss Slovenije 2007
Miss Slovenije 2007 je bilo lepotno tekmovanje, ki je potekalo 23. junija 2007 na Gospodarskem razstavišču v Ljubljani.
Organizirali so ga Videoton Geržina, RTV Slovenija, Slovenske novice in revija Elle, ki je izpeljala natečaj za izbiro kreatorja obleke za zmagovalko.
Voditelja sta bila Jure Godler v vlogi Frankensteina in Aleksandra Balmazović v vlogi grbavca Igorja. Prvikrat so izbrali miss revije LEA.
Tadeja Ternar je bila prva Prekmurka, ki je osvojila naslov Miss Slovenije. Nosila je obleko Anite Mikolič, imenovano "Vrtnica". Sešili so jo v murskosoboški Muri, za katero je takrat Ternarjeva že tri leta delala kot model. Obleke za finalistke so določili z žrebom.

## Finale

### Uvrstitve in nagrade
- Zmagovalka Tadeja Ternar, 19 let, študentka, Beltinci, dobila je avto Opel Corsa
- 1. spremljevalka Duška Stojić, 24 let, študentka, Dolenjske Toplice
- 2. spremljevalka Anja Lukman, 24 let, študentka, Celje
- Miss fotogeničnosti Pia Sara Odlag, 19 let, dijakinja, Kamnica
- Miss interneta in miss revije LEA Maja Hribar, 20 let, študentka, Ljubljana
- Miss simpatičnosti Hana Hervatski, 24 let, novinarka, Ljubljana

Viri

### Glasbeniki
Nastopili so Rok Kosmač, Alenka Gotar in Boris Kopitar.

### Kritike prireditve
Fotografe na prireditvi so postavili tako, da so tekmovalke lahko slikali le v hrbet in tudi po končani prireditvi ni bilo nič bolje zaradi gneče in nestrpnosti organizatorja. Igra voditeljev je sodila na gledališko predstavo in njun govor je bil včasih nerazumljiv, tudi zaradi Godlerjevega klavirja.

## Miss sveta 2007
Svetovni izbor je bil 1. decembra v letovišču Sanya na Kitajskem. Ternarjeva se je na njem predstavila v obleki Maje Ferme, na dobrodelno licitacijo pa je odnesla sliko Jožeta Marinča iz Kostanjevice. Kasneje je povedala, da se ji je zaradi Kitajske zamerilo vse zunaj Evrope.

## Miss Slovenije 2008 in odhod Zdravka Geržine
Bili so organizirani samo regionalni izbori, polfinala in finala ni bilo. Zdravko Geržina je za to okrivil RTV Slovenija, ki naj bi odpovedal prenos prireditve zaradi finančnih razlogov. Kasneje je kot razlog za odpoved izbora in svoj dokončen odhod navedel recesijo, propadanje in životarjenje tekstilne ter obutvene industrije in posledično težje pridobivanje sponzorjev (samo licenca ga je stala 20.000 evrov letno).